# 颜春卿
颜春卿（？—？），京兆府长安县（今陕西省西安市）人，祖籍琅邪郡临沂县（今山东省临沂市），唐朝官员，颜元孙之子，颜杲卿之兄。
颜春卿为人倜傥、仪表俊美，通晓世务。十六岁举明经、拔萃高第，调任益州犀浦县主簿。曾经送服役之人上益州，遗失籍册，至益州，口述他们的姓名形貌，一共千人，没有差错。益州长史陆象先感到惊奇，转任蜀县县尉。苏颋代任益州长史，被人诬陷下狱，他作《棕榈赋》自比，苏颋于是把他放出。魏征的远孙魏瞻获罪抵死，颜春卿向玉真公主求情，魏瞻得获不死，时人高看他的节操。官至偃师县丞。其子颜纮。临终，颜春卿拉住堂弟颜真卿的手臂说：“你会光大我们的家族，只是我看不到了，就把我的子女托付给你了。”后来颜真卿主持其子女的婚嫁。